# Ancistrorhynchus
- Commons
- Wikispecies

Ancistrorhynchus Finet  é um género botânico pertencente à família das orquídeas (Orchidaceae).

## Sinonímia
- Cephalangraecum Schltr. (1918)
- Phormangis Schltr. (1918)

## Lista de espécies
1. Ancistrorhynchus akeassiae Pérez-Vera
2. Ancistrorhynchus brevifolius Finet - espécie tipo
3. Ancistrorhynchus capitatus (Lindl.) Summerh.
4. Ancistrorhynchus cephalotes (Rchb.f.) Summerh.
5. Ancistrorhynchus clandestinus (Lindl.) Schltr.
6. Ancistrorhynchus constrictus Szlach. & Olszewski
7. Ancistrorhynchus crystalensis P.J.Cribb & Laan
8. Ancistrorhynchus laxiflorus Mansf.
9. Ancistrorhynchus metteniae (Kraenzl.) Summerh.
10. Ancistrorhynchus ovatus Summerh.
11. Ancistrorhynchus parviflorus Summerh.
12. Ancistrorhynchus paysanii Senghas
13. Ancistrorhynchus recurvus Finet
14. Ancistrorhynchus refractus (Kraenzl.) Summerh.
15. Ancistrorhynchus schumanii (Kraenzl.) Summerh
16. Ancistrorhynchus serratus Summerh.
17. Ancistrorhynchus straussii (Schltr.) Schltr.
18. Ancistrorhynchus tenuicaulis Summerh.